# キース・レルフ
キース・レルフ（Keith Relf、1943年3月22日 - 1976年5月12日）は、イングランドのロック・ミュージシャン。ヤードバーズのオリジナル・メンバーで、リード・シンガーとして知られる。

## 来歴
ブルースハープの演奏に長けていた。
ヤードバーズ解散後、1968年にジム・マッカーティとトゥゲザーを結成し、ポール・サミュエル＝スミスをプロデューサーに迎えてシングル1作を発表した。
1969年、マッカーティ、妹のジェーン・レルフらとルネッサンスを結成。
1974年、ルネッサンスの同僚だったルイス・セナモ、元キャプテン・ビヨンドのボビー・コールドウェルらとアルマゲドンを結成してアメリカで活動。1975年にデビュー・アルバムが発表された直後、脱退して帰国した。
アンバー、サテュラニア、ハンター・マスケット、メディシン・ヘッドのアルバムのプロデューサーも務めた。
マッカーティ、セナモらとイリュージョンを結成して新作制作の為のリハーサルを開始した。しかし1976年5月12日、自宅でギターの演奏中、接続不良が原因で感電死した。33歳没。
1992年、ヤードバーズがロックの殿堂入りを果たし、レルフは受賞者の一人に選ばれた。彼の未亡人と遺児がマッカーティ、サミュエル＝スミス、クリス・ドレヤ、ジェフ・ベック、ジミー・ペイジと共に授賞式に出席した。

## ディスコグラフィ

### ソロ・シングル
- "Mr. Zero" / "Knowing" (1966年5月、UK Columbia DB7920 / U.S. Epic 10044)
- "Shapes In My Mind" / "Blue Sands" (1966年11月、UK Columbia DB8084 / US Epic 10110)
- "Together Now" / "All The Fallen Angels" (1989年、MCCM 89 002)

### ヤードバーズ
- 『ファイヴ・ライヴ・ヤードバーズ』 - Five Live Yardbirds (1964年)
- 『フォー・ユア・ラヴ』 - For Your Love (1965年)
- 『ハヴィング・ア・レイヴ・アップ』 - Having a Rave Up with The Yardbirds (1965年)
- 『ロジャー・ジ・エンジニア』 - Roger the Engineer (1966年)
- 『リトル・ゲームズ』 - Little Games (1967年)

### ルネッサンス
- 『ルネッサンス』 - Renaissance (1969年)
- 『幻想のルネッサンス』 - Illusion (1971年)

### アルマゲドン
- 『アルマゲドン』 - Armageddon (1975年)